# لاسکی ماوه (استان وارمی-ماسوری)
لاسکی ماوه (استان وارمی-ماسوری) (به لاتین: Laski Małe) یک روستا در لهستان است که در گمینا کالینووو واقع شده‌است.